# Jiří Dolana
Jiří Dolana (16. března 1937, Hradec Králové – 14. července 2003) byl český hokejista.

## Hráčská kariéra
S hokejem začínal na přírodním ledě v královéhradeckých Malšovicích. Ve svém mateřském klubu, Spartaku Hradec Králové, prošel postupně všemi mládežnickými kategoriemi. V sezóně 1955/56, ve věku 18 let, poprvé nastoupil i za tým dospělých. Posléze narukoval na vojnu, kterou absolvoval v Dukle Jihlava. Po návratu z vojny odehrál za hradecký Spartak jednu sezónu ve 2. lize (1958/59) a přestoupil do Dynama Pardubice, kde odehrál 10 sezón. Po odchodu z Pardubic hrál 2 sezóny za italské Bolzano a následně před ukončením hráčské kariéry působil v sezóně 1972/73 v mateřském Spartaku ve 2. lize.
S československou reprezentací získal bronzovou medaili na olympijských hrách v Innsbrucku roku 1964 a stal se mistrem Evropy roku 1961. Hrál na mistrovství světa 1961 (stříbro) a 1963 (bronz). Za národní tým odehrál 59 utkání, v nichž vstřelil 33 branek.
Za svou kariéru nastřílel v 1. lize 228 branek a stal se tak členem Klubu hokejových střelců deníku Sport.
Jeho číslo 5 bylo navždy vyřazeno ze sady dresů pardubického klubu a jeho dres byl zavěšen pod stropem pardubické haly.

## Trenérská kariéra
V roce 1973 se vrátil do rodného Hradce Králové jako trenér svého mateřského klubu Spartak Hradec Králové, který se v té době potýkal s krizí a krátce působil ve 2. ČNHL. Na střídačce klubu vydržel tři sezony až do roku 1976, kdy se podílel na návratu klubu do 1. ČNHL.
- 1973/1974 - Spartak ZVÚ Hradec Králové - 2.ČNHL - 1. místo
- 1974/1975 - Spartak ZVÚ Hradec Králové - 2.ČNHL - 2. místo
- 1975/1976 - Stadion Hradec Králové - 2.ČNHL - 1. místo → Postup do 1. ČNHL